# Seychelle-szigeteki fodi
A Seychelle-szigeteki fodi (Foudia sechellarum) a madarak (Aves) osztályának a verébalakúak (Passeriformes) rendjéhez, ezen belül a szövőmadárfélék (Ploceidae) családjához tartozó faj.

## Rendszerezése
A fajt Edward Newton brit ornitológus írta le 1867-ben.

## Előfordulása
Seychelle-szigetek területén honos. Természetes módon előfordul Cousin, Cousine és Frégate szigetén, betelepítették Aride, D'Arros és utoljára 2004-ben Denis szigetére is.
Természetes élőhelyei a szubtrópusi és trópusi száraz erdők, gyepek és cserjések, valamint ültetvények és vidéki kertek. Állandó, nem vonuló faj.

## Megjelenése
Testhossza 13 centiméter, testtömege 15-19 gramm.

## Természetvédelmi helyzete
Az elterjedési területe kicsi, egyedszáma 2300 körüli, viszont növekszik. A Természetvédelmi Világszövetség Vörös listáján mérsékelten fenyegetett fajként szerepel.
A fodik betelepítése a szigetcsoport ragadozó mentes szigeteire sikeres volt, a faj egyedszáma lassan növekszik.